# Felix Hess (1878-1943)
Felix Isidor Hess (Amsterdam, 20 juni 1878 – Sobibór Polen, 9 april 1943) was een Nederlands schilder, etser, lithograaf, illustrator en boekbandontwerper.
Hij genoot zijn opleiding aan de Rijksakademie van Beeldende Kunsten in Amsterdam.
Hij was in Amsterdam lid van Arti et Amicitiae en de Vereeniging St. Lucas.
Van 1916 tot 1936, tekende hij een soort stripverhaal Uit het Kladschrift van Jantje in het Amsterdamse tijdschrift De Groene Amsterdammer. Hij leverde daarmee commentaar op politieke kwesties, gezien door de ogen van een kind.
Later, werkte Felix Hess samen met Leonard Roggeveen in strips als De wonderlijke Reis van Jan Klaassen in het Algemeen Handelsblad en het Nieuwsblad van het Noorden en illustreerde De ongelooflijke avonturen van Bram Vingerling. Hij illustreerde voor enige uitgeverijen kinderboeken en was meestal voor die boeken ook de boekbandontwerper.
Het Amsterdams Joods Historisch Museum ontving in 1989 van familie 71 kunstwerken van Felix Hess.
Hess en zijn vrouw zijn omgebracht door de Duitsers in het concentratiekamp Sobibór tijdens de Tweede Wereldoorlog.
Op maandag 14 juli 2025 werd er op de Albert Cuypstraat 274 een stolperstein gelegd voor Felix Hess en zijn vrouw.